# Roselore Sonntag

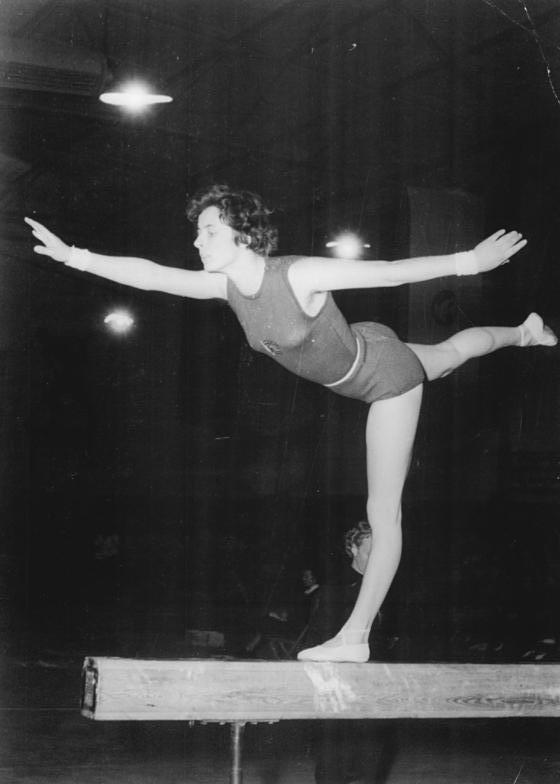
Roselore Stöbe 1955 am Schwebebalken

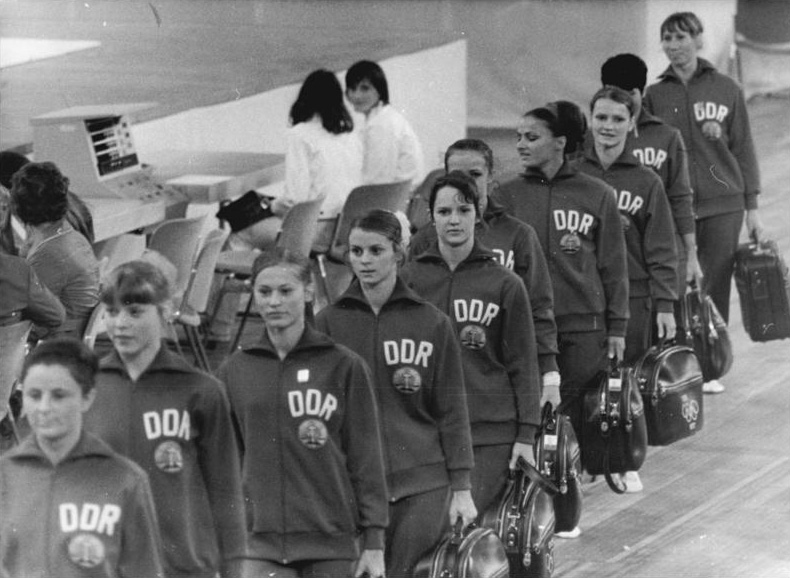
Roselore Sonntag (links vorn) als Trainerin der DDR-Riege bei den Olympischen Spielen 1972

Roselore Sonntag  (* 6. Februar 1934 in Geringswalde als Roselore Stöbe; † 30. März 2025 in Döbeln) war eine deutsche Gerätturnerin. Sie nahm an den Olympischen Spielen 1960 in Rom teil. Auch als Turntrainerin war sie erfolgreich.

## Leben
1952 nahm die damals noch ledige Roselore Stöbe erstmals an den Sächsischen Meisterschaften im Kunstturnen teil. Zwei Jahre später wurde sie, noch für Lok Ost Leipzig startend, DDR-Meisterin am Stufenbarren. 1956 wurde Roselore Stöbe, mittlerweile für den SC Lokomotive Leipzig startend, 3fache DDR-Meisterin im Mehrkampf, am Boden und am Stufenbarren. Insgesamt sicherte sich die seit 1957 mit dem Leipziger Turner und späteren Turntrainer Henry Sonntag verheiratete Athletin bis 1960 zehn DDR-Meistertitel, darunter drei im Mehrkampf. Bis 1962 kamen ebenfalls noch sechs Vizemeistertitel und drei dritte Platzierungen hinzu. International nahm Roselore Sonntag als Aktive an den Turnweltmeisterschaften 1958 und 1962 sowie 1960 an den Olympischen Spielen in Rom teil. Während sie dabei in den Einzeldisziplinen Platzierungen zwischen 21 und 64 belegte, erreichte sie im Mannschaftswettbewerb einen 6. Platz. Innerhalb der Olympiaauswahl des gesamtdeutschen Turnerinnenteams, das ausschließlich aus DDR-Sportlerinnen bestand, war Roselore Sonntag hinter Ingrid Föst die zweitstärkste Athletin. Mit der Geburt ihres ersten Sohnes Heiko 1963 endete Sonntags aktive Karriere.
Fortan wirkte sie als Trainerin beim SC Leipzig und ab 1969 als Nationalmannschaftstrainerin. In der Folgezeit kamen ihre Schützlinge wie Erika Zuchold, Karin Janz, Kerstin Gerschau oder Steffi Kräker zu Erfolgen bei Weltmeisterschaften und Olympischen Spielen. Als größte Erfolge gelten dabei die 3 Medaillen von Karin Büttner-Janz und die Silbermedaille im Mannschaftswettbewerb bei den Olympischen Sommerspielen 1972 in München. Ihr Ehemann hatte in den 1980er Jahren Erfolge als Trainer von Sven Tippelt.
Später lebte die zweifache Mutter mit ihrem Ehemann Henry († 2016) wieder im Elternhaus in Geringswalde, wo ihr die Ehrenbürgerschaft verliehen wurde. Seit 2019 trägt die Sporthalle auf dem Gelände der Geringswalder Diesterweg-Grundschule den Namen „Roselore-Sonntag-Sporthalle“.
Sie starb Ende März 2025 im Alter von 91 Jahren in einem Pflegeheim in Döbeln.